# Subh von Cordoba
Subh (arabisch صبح, DMG Ṣubḥ) (* um 940; † um 999), auch bekannt unter Sobeya, Sobha oder Sabiha Malika Qurtuba (Königin von Córdoba), war die Frau von Kalif al-Hakam II. von Córdoba (Regierungszeit 961–976) und Regentin des Kalifat von Córdoba im spanischen al-Andalus während der Minderjährigkeit ihres Sohnes, Kalif Hischam II.

## Leben
Ursprünglich eine Christin namens Aurora aus Navarra war Subh eine Sklavin (Jāriya) und Konkubine im Harem des Kalifen von Córdoba. Alternativ wird eine Herkunft als Baskin aus der Gascogne angegeben.
Subh wurde die Favoritin und Ehefrau von Kalif al-Hakam II. Sie wurde nicht nur als schön, sondern auch als intelligent und analytisch charakterisiert.
In den späteren Jahren seiner Regierungszeit verlor der Kalif das Interesse an der routinemäßigen Verwaltung politischer Angelegenheiten und überließ sie Berichten zufolge seiner Lieblingsfrau. Um diese Aufgabe zu erfüllen, äußerte sie den Bedarf an einem Sekretär, und 966 wurde Abi Amir al-Mansur (besser bekannt als Almansor) dazu berufen. Es gab Gerüchte, dass Almanzor ihr Liebhaber wurde und er aus diesem Grund sich einen solchen Einfluss auf die Staatsgeschäfte verschaffen konnte; ihre angebliche Beziehung wurde zum Gegenstand satirischer Gedichte und verleumderischer Reime. Der Kalif soll einmal auf die Angelegenheit angespielt haben, indem er anmerkte, dass Almansor offenbar einen bemerkenswerten Einfluss auf die Gemüter des Harems ausübe, aber der Kalif sah anscheinend nie einen Grund, etwas zu unternehmen. Ob sie tatsächlich ein Liebespaar waren oder nicht, wurde nie bestätigt, aber es ist eine Tatsache, dass sie Almansor vollkommen vertraute und er entsprechenden Einfluss auf die politischen Geschäfte erhielt.

## Regentin
Kalif al-Hakam II. starb 976 und sein minderjähriger Sohn Hischam II. gelangte auf den Kalifenthron. Subh als Regentin, der Wesir al-Mushafi und der General Ghalib al-Nasiri führten das Kalifat und sicherten den Thron. Almansor wurde unter anderem Verwalter der von al-Hakam an Subh hinterlassenen Ländereien. Subh verschaffte Almansor Rückendeckung bei dessen Griff nach der Macht, sie unterstützte ihn bei der Übernahme der Kontrolle über die Truppen und verschaffte ihm Rückendeckung bei seinem Griff nach der Macht, indem sie ihn zum Kämmerer (Hajib) ernannte und ihm damit ein Amt gab, seine Macht gegen Wesir al-Mushafi und General Ghalib durchzusetzen. Im Gegenzug schützte er zunächst ihre Regentschaft und das Kalifat ihres Sohnes. 978 hatte Almanzor seine Macht soweit konsolidiert, dass er de facto der Herrscher im Kalifat war, Subh und Hisham II. behielten aber formal ihre Stellungen.
F. Mernissi (1993) zitiert Ibn ʿIdhārī, einen Geschichtsschreiber des 13. Jahrhunderts, der das Verhältnis sinngemäß so beschrieb: „Der Status von Ibn 'Amir [Almansor] wuchs weiter, so dass er die Bekanntschaft von Sayyida Subh, der Mutter von Hisham, dem Sohn von al-Hakam, machte. Er kümmerte sich um ihre geschäftlichen Angelegenheiten und verwaltete ihre Ländereien. Auf diese Weise verdiente er sich ihre Anerkennung. So ging es bis zum Tod von al-Hakam weiter. Hisham war noch jung, und es herrschte Angst vor Unruhen. Ibn 'Amir sorgte für die Sicherheit von Subh und Ruhe, die für die Regentschaft ihres Sohnes notwendig war. Ibn 'Amir war sehr kompetent und die Umstände arbeiteten zu seinen Gunsten. Subh stellte die notwendigen Mittel zur Verfügung, und er konnte die Armee für sich gewinnen. Es folgte eine Reihe von Ereignissen, die es ihm erlaubten, noch höher aufzusteigen, bis er praktisch zum alleinigen Leiter der Staatsgeschäfte wurde.“
Die Kollaboration zwischen Subh und Almanzor funktionierte Berichten zufolge gut, bis 986 ein Konflikt zwischen ihnen ausbrach, der Subh zu einem erfolglosen Versuch veranlasste, Almanzor von seiner Position abzusetzen, indem sie andere männliche Favoriten als seine Rivalen einführte. Ihr zweiter und letzter Versuch, ihn 997 abzusetzen, führte zu seiner vollständigen Übernahme aller Macht.

## Nachleben
Judy Chicago widmete ihr eine Inschrift auf den dreieckigen Bodenfliesen des Heritage Floor ihrer Installation The Dinner Party. Die mit dem Namen Sobeya beschrifteten Porzellanfliesen sind dem Platz mit dem Gedeck für Eleonore von Aquitanien zugeordnet.